# Mort
Mort je humoristická fantasy kniha Terryho Pratchetta. Je to čtvrtá kniha série Úžasná Zeměplocha a první se zaměřením na Smrtě, v předchozích knihách pouze vedlejší postavy.

## Obsah
V pubertě byl Mort značně odlišný od zbytku rodiny, a tedy nevhodný pro pokračování v rodovém zaměstnání. Názor jeho otce, Lezka, byl, že až příliš četl, což ho odrazovalo od praktických činností. Proto ho poslal na trh, kde si mistři vybírají svoje nové učedníky.
Morta si žádný mistr nechtěl vybrat, ale ten chtěl zůstat až do konce celého trhu – do půlnoci. Těsně předtím, než hodiny na věži zazvonily po dvanácté, dorazil na tržiště muž v černé kápi a na bílém koni. Tento muž, který se nakonec ukáže jako Smrť, nabídne Mortovi „práci“ doprovázení duší do onoho světa (i když jeho otec si myslí, že se z něj stane pohřebník).
Je možné, že si Smrť vybral Morta za učedníka, protože mu ostatní tři jezdci apokalypsy přezdívají také Mort, a také proto, že slovo „mort“ znamená ve francouzštině smrt.
Vzhledem ke stresu patřící k této práci (a také Mortovo milostné vzplanutí k umírající princezně) udělá Mort několik omylů, ale jako všichni dobří hrdinové nakonec vyroste, získá odvahu, vyzve Smrtě na souboj a nakonec skončí oženěn s dívkou, ale ne tou správnou, aspoň ne podle běžných fantasy příběhů.
Mort si vezme Smrťovu adoptivní dceru Ysabell a stávají se vévodou a vévodkyní ze Sto Helit (díky drobné chybičce, kdež původní vévoda ze Sto Helit umírá při Mortově souboji se Smrťem).